# La Estrella (Panama)
La Estrella è un comune (corregimiento) della Repubblica di Panama situato nel distretto di Bugaba, provincia di Chiriquí. Si estende su una superficie di 52 km² e conta una popolazione di 4.665 abitanti (censimento 2010).  